# Iglesia de San Miguel (Vorónizh)
La iglesia de San Miguel (en ucraniano: Михайлівська церква) es una iglesia ortodoxa ucraniana que se sitúa en Vorónizh, en el óblast de Sumy de Ucrania. El templo está bajo la jurisdicción de la eparquía de Konotop y Jlújiv. La iglesia fue construida en 1776-1781 y está considerada una de las obras más brillantes de la arquitectura ucraniana del siglo XVIII.

## Geografía
La catedral está ubicada en la calle Nóvgorod-Siverski, 2 de Vorónizh en el óblast de Sumy.   

## Historia
Hasta ahora, los científicos no pueden identificar con certeza al arquitecto de la iglesia. Existe la opinión de que él podría ser Iván Grigoróvich-Barski, aunque también se sabe que en la segunda mitad del siglo XVIII algunos alemanes se asentaron en estos lugares, por lo que es posible que el templo haya sido construido por un artesano alemán. Las decoraciones de estuco probablemente fueron hechas por artesanos de Kiev, porque tienen mucho en común con la decoración del campanario de la catedral de Santa Sofía en Kiev, que se realizó en 1746-1748.
El campanario no se construyó hasta principios del siglo XX.

## Arquitectura
El templo es inusual porque es una síntesis de arquitectura y escultura, único en su tipo en la Ucrania de la margen izquierda. El estilo es originario del Monte Athos en el siglo XIV y llegó a Ucrania entre los siglos XV y XVI. El estilo es barroco ucraniano, la estructura espacial es la de un templo neoclásico ruso, la decoración exterior está llena de altos relieves escultóricos, que se utilizan en la decoración de las iglesias católicas, y se distingue por la solemnidad y la elegancia tanto en el exterior como en el interior. La iglesia está decorada con una magnífica decoración en forma de pilastras corintias, plataformas con figuras y numerosos relieves de estuco.

## Galería

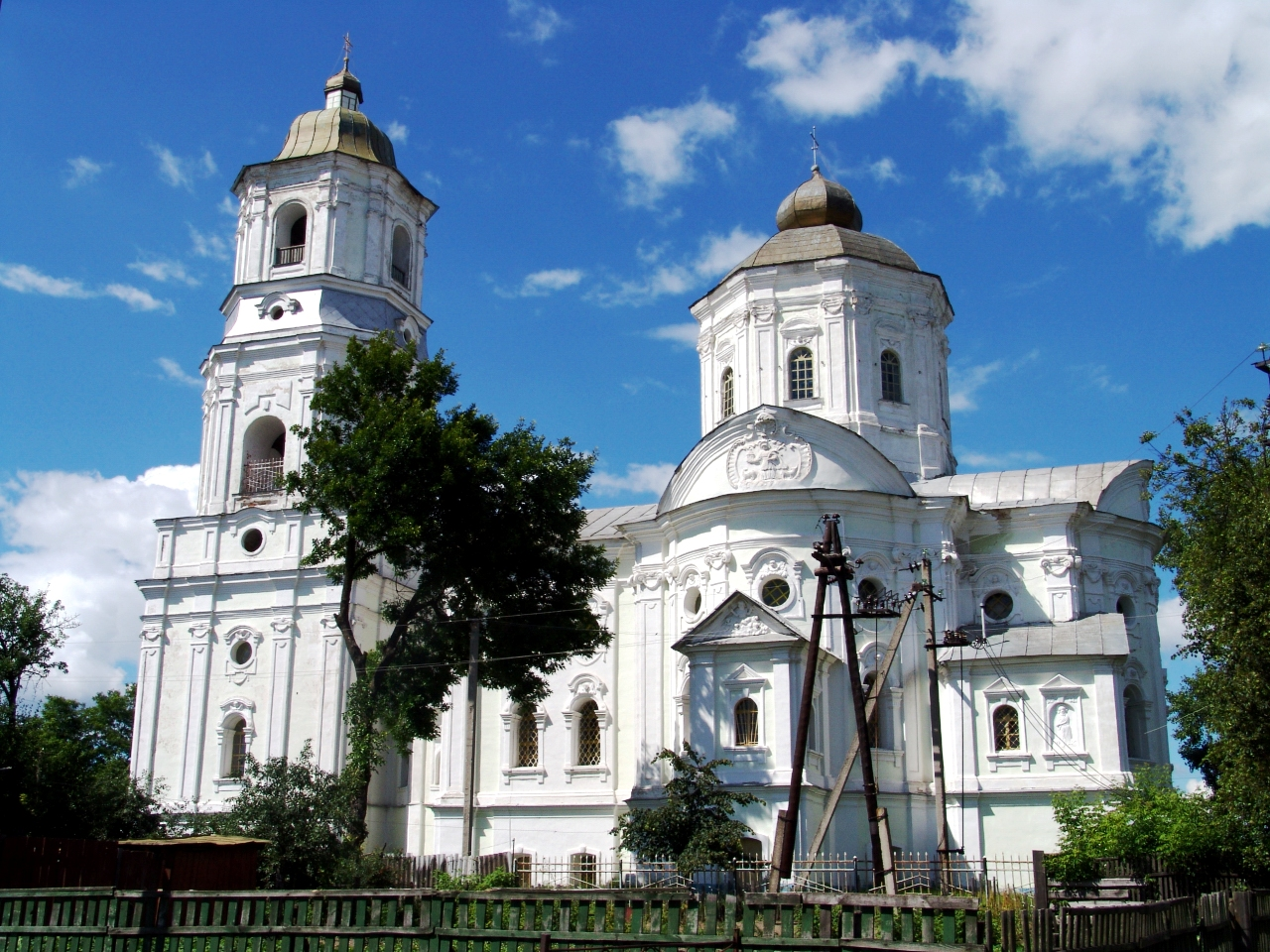
Iglesia antes de la última restauración
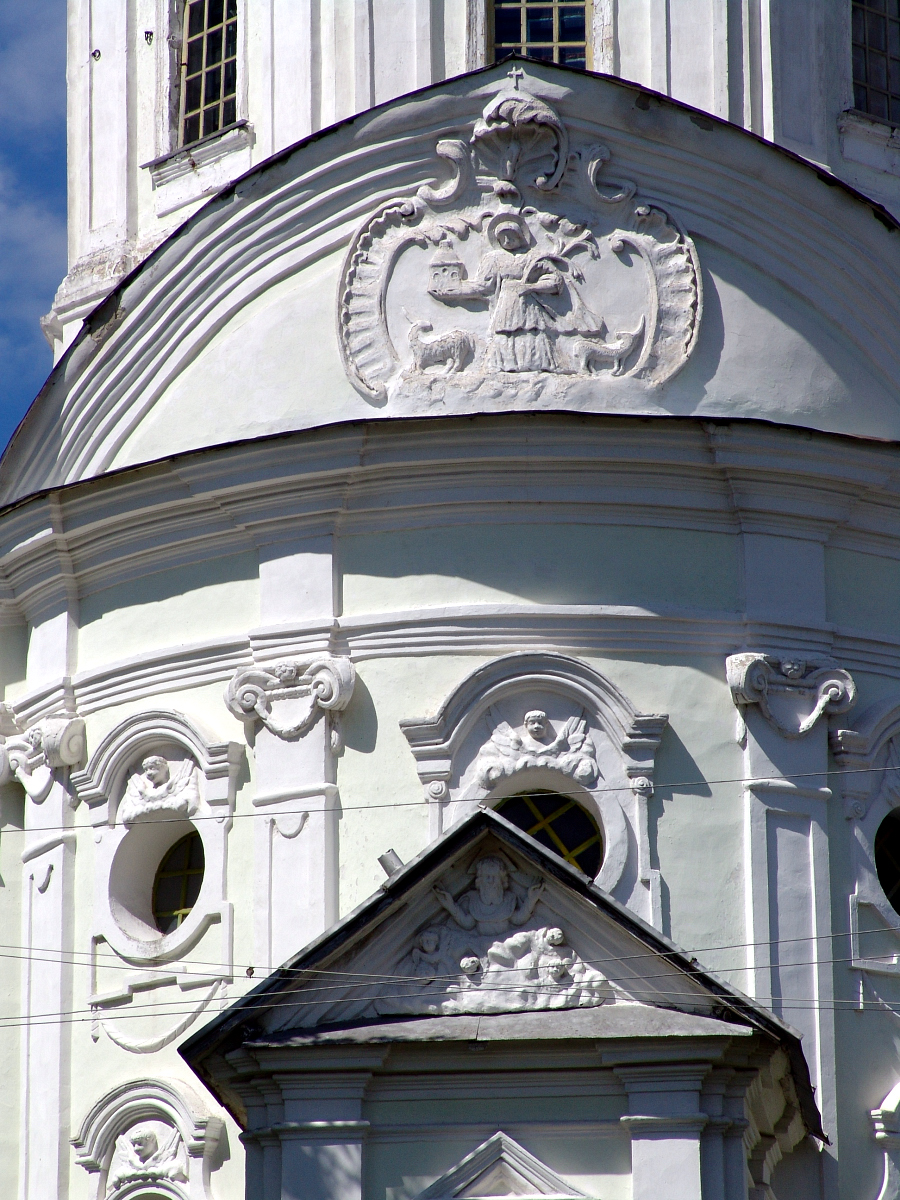
Detalles de la decoración externa
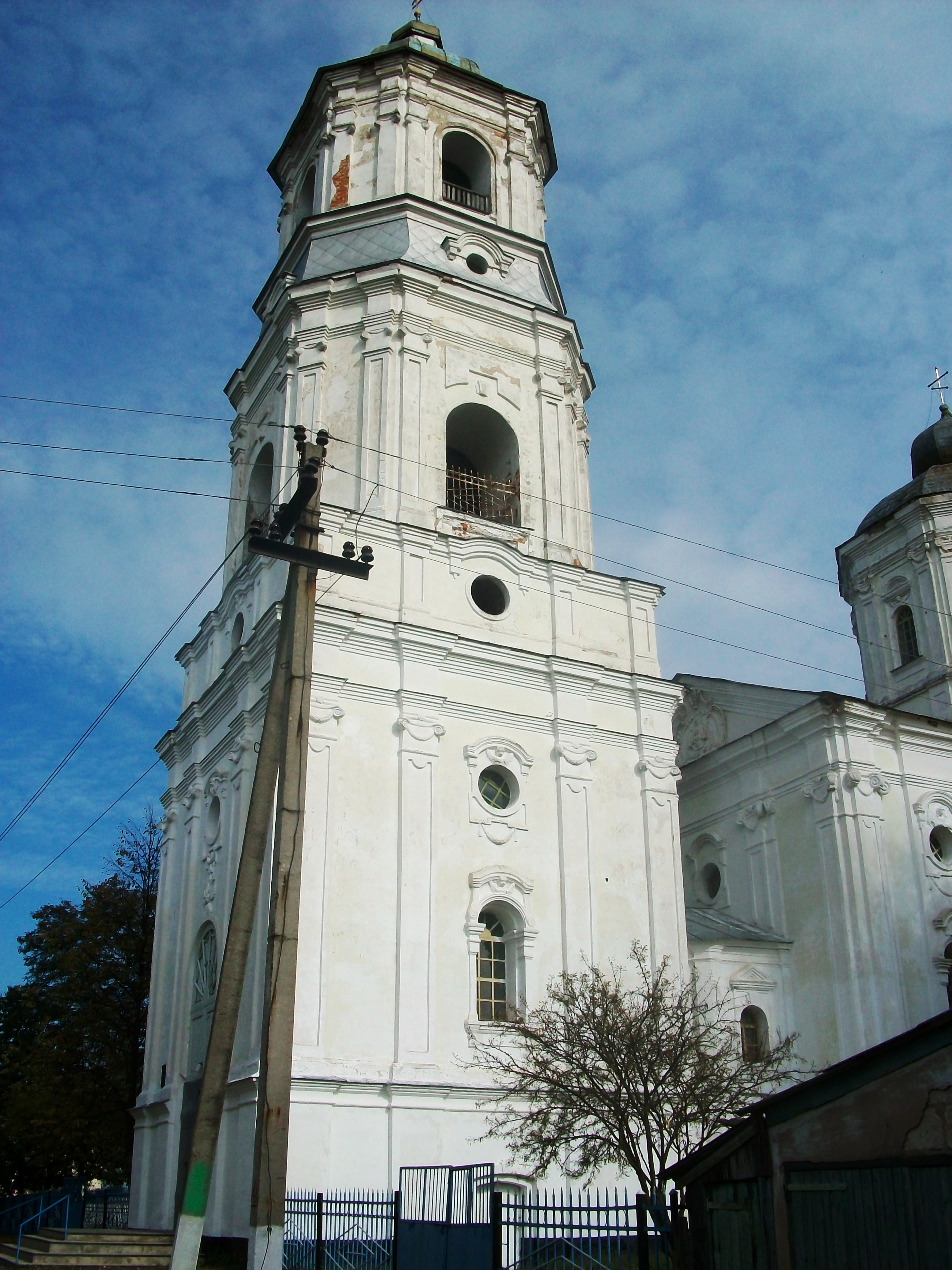
Campanario de la iglesia